# Gadi Eizenkot
Gadi Eizenkot o Eisenkot (hebreu: גדי איזנקוט‎; Tiberíades, 19 de maig de 1960) és un general israelià que va ocupar el càrrec de Cap de l'Estat Major de les Forces de Defensa d'Israel des del 16 de febrer de 2015 fins al 15 de gener de 2019, quan va ser substituït per Aviv Kochavi. És el creador de la doctrina Dahiya, que avala l'ús de la "força desproporcionada" i la destrucció de la infraestructura civil a les zones d'on provenen els atacs contra Israel.

## Biografia
Gadi Eizenkot va néixer a Tiberíades, al nord d'Israel. És el segon de quatre fills de Meir i Esther Eizenkot, immigrants jueus marroquins provinents de la ciutat de Safi. La seva mare va néixer a Casablanca, i el seu pare va néixer a Marràqueix.

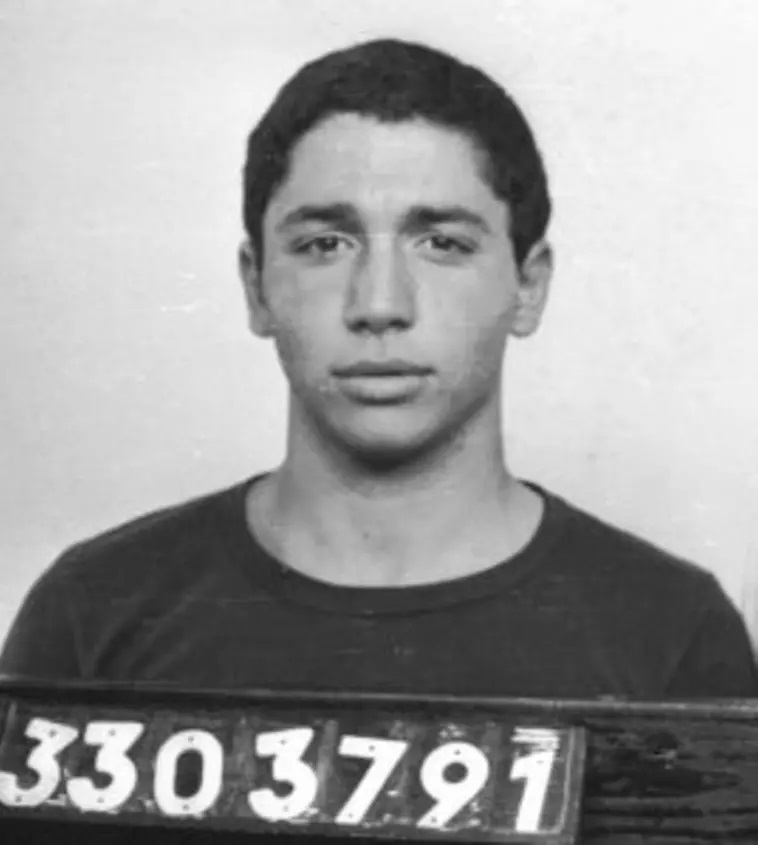
Eizenkot allistat a l'exèrcit el 1978.

Es creu que el nom de la família era originalment Azenkot i va ser canviat per Eizenkot per un funcionari després que la seva família emigrés a Israel. Després de divorciar-se, el seu pare es va tornar a casar i va tenir quatre fills més.
Eizenkot va créixer a la ciutat portuària d'Eilat, al sud, i va estudiar a la Goldwater High School, on es va especialitzar en estudis marítims. Després de l'escola secundària, va ser reclutat per les Forces de Defensa d'Israel (FDI) i va servir a la Brigada Golani.
Es va llicenciar en Història per la Universitat de Tel-Aviv i més tard va completar un postgrau a la Universitat de Haifa en Ciències Polítiques.
El 12 d'octubre de 2023, va jurar com a ministre sense cartera després que el seu partit s'unís al govern per l'esclat de la guerra contra Hamàs.

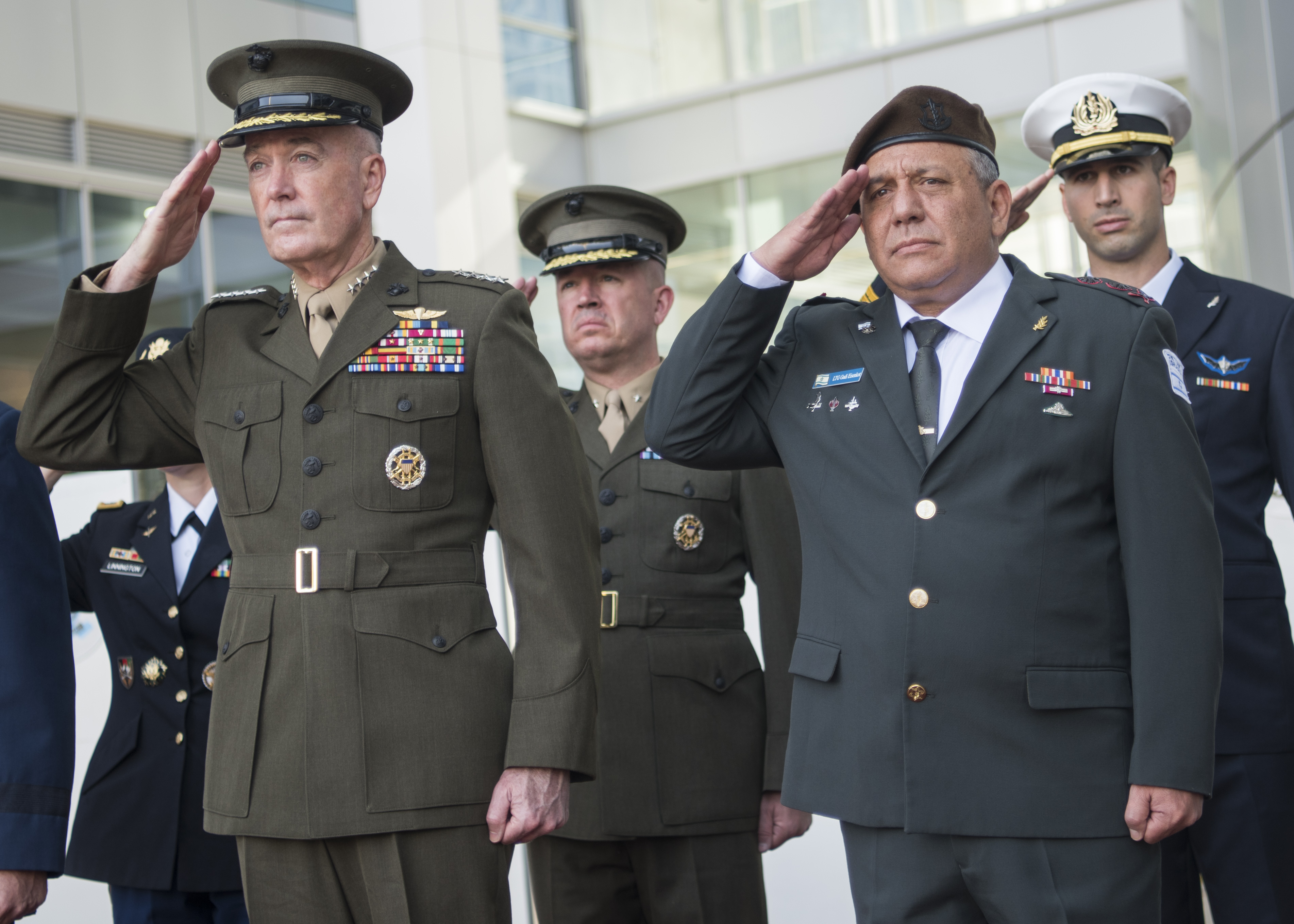
Eizenkot amb el President de la Junta de Caps d'Estat Major dels estats Units Joseph Dunford el 2017.

Està casat i és pare de cinc fills. Resideix a Herzliya (2023).

## Refecrències
1. ↑  «ANALYSIS IDF Plans to Use Disproportionate Force in Next War» (en anglès).   Haaretz, 05-10-2008. [Consulta: 31 octubre 2023].
2. ↑  «אם הרמטכ"ל הבא, גדי איזנקוט: "הייתי רוצה שיהיה רב; הוא צנוע"» (en hebreu).   Kikar, 29-11-2014. [Consulta: 31 octubre 2023].
3. ↑  «The Israeli Army Gets Its First Moroccan Chief-of-staff - So Why the Ashkenazi Name?» (en anlès).   Haaretz, 02-12-2014. [Consulta: 31 octubre 2023].
4. ↑  «New IDF Chief Eisenkot Of Moroccan Descent» (en anglès).   Hamodia, 02-12-2014. Arxivat de l'original el 2021-11-27. [Consulta: 31 octubre 2023].
5. ↑  «גאווה גדולה לאילת ולשבט אייזנקוט - Gran orgull per a Eilat i la família Eizenkot» (en hebreu).   yomyom, 13-12-2012. [Consulta: 31 octubre 2023].
6. ↑  «Knesset okays war cabinet; PM: Saturday ‘most horrible day for Jews since Holocaust’» (en anglès).   The Times of Israel, 12-10-2023. [Consulta: 31 octubre 2023].
7. ↑  «New IDF chief: Cool and calculated, will strike hard and fast - but only if he must» (en anglès).   ynetnews.com, 29-11-2014. [Consulta: 31 octubre 2023].